# Pandemia de COVID-19 en Corea del Norte
La pandemia de COVID-19 en Corea del Norte originada por la especie SARS-CoV-2 fue reconocida oficialmente por el gobierno del país el 12 de mayo de 2022. Sin embargo, la Agencia Telegráfica Central de Corea (ATCC) informó que los primeros casos diagnosticados con la variante ómicron fueron hallados en la capital, Pionyang, cuatro días antes de las declaraciones hechas por el líder supremo, Kim Jong-un.
Se cree que la supuesta llegada del virus a Corea del Norte no proviene de Corea del Sur, que ha tenido una gran cantidad de casos de COVID-19 reportados, sino más bien de China, donde se originó el virus. Esto se debe a que las restricciones fronterizas son más flexibles entre China y Corea del Norte que entre Corea del Norte y Corea del Sur, que tiene una frontera fuertemente militarizada, mientras que el tráfico y el comercio del mercado negro es prominente en la frontera entre China y Corea del Norte. Sin embargo, los presuntos casos de COVID-19 en las dos provincias chinas (Liaoning y Jilin) que limitan con Corea del Norte han sido bajos hasta el momento.
El 23 de enero de 2020, medios de prensa estadounidenses afirmaron que había casos sospechosos en Sinuiju y que fueron puestos en cuarentena. Por el contrario la información oficial desde el interior del país indica que no hay casos confirmados hasta el momento.
A mediados de marzo, no estaba claro si el gobierno había evitado satisfactoriamente la propagación de COVID-19, si estaba ocultando deliberadamente los casos confirmados, o si simplemente no era capaz de realizar pruebas fiables para detectar el virus.
En mayo del 2022, el líder norcoreano confirmó sobre un brote de COVID-19 en el país, aunque no especificó el número de casos, ni la procedencia del caso, y ordenó medidas de profilaxis de emergencia pese a que no impuso un confinamiento obligatorio en todas las ciudades norcoreanas sino que exhortó al voluntarismo en cuanto al uso de tapabocas. Según fuentes occidentales, la "campaña de profilaxis de emergencia" podría ser una puesta en escena por parte del gobierno para evitar sanciones de la ONU (a la cual pertenece la OMS), ya que incluso se han desmontado fotografías de "campaña de uso de tapabocas" señaladas como falsficaciones con Photoshop por parte de los medios occidentales que descreen de la veracidad de las "campañas" de propaganda del gobierno norcoreano.
Hasta el 17 de mayo de 2022, se contabiliza la cifra de 1,483,060 casos sospechosos y 56 fallecidos sospechosos del virus.
No obstante, dado que Corea del Norte estuvo sin covid durante dos años (2020-2022) para luego anunciar la existencia de casos prácticamente de un día para el otro, tales declaraciones no son aceptadas de manera científica por la OMS, ya que debido a la negativa del gobierno norcoreano respecto al uso del test RT-PCR, los casos reportados no pueden corroborarse por parte de los representantes de OMS en el país asiático, por lo cual hasta la fecha la Organización Mundial de la Salud sigue contabilizando 0 casos de Covid-19 en Corea del Norte, tal como lo viene haciendo desde el inicio de la pandemia.
El rechazo a las vacunas por parte del gobierno norcoreano (sumado al rechazo a los PCR y a la negativa de poner en cuarentena a la población sana) hacen dudosos los reportes de supuestos casos de covid en Norcorea, que bien podrían tratarse únicamente de meras declaraciones por parte del gobierno norcoreano para justificar su política de "autosuficiencia", a modo de propaganda, en un intento de Kim por demostrar que "Corea del Norte puede superar la covid sin vacunas ni encierros"; además de su acusación contra Estados Unidos por haber "creado" el coronavirus SARS-CoV-2, tal como también están haciendo los gobiernos de China, Bielorrusia, y otros países señalando a Estados Unidos como responsable de haber creado la pandemia del covid-19.

## Antecedentes
Corea del Norte es un país empobrecido por el bloqueo económico más grande del mundo (superando incluso a Cuba, con el cual muchos países occidentales tienen relaciones comerciales pese al embargo estadounidense, a diferencia de Corea del Norte que solo tiene relaciones con menos de la mitad de las naciones del mundo). Así todo, cuenta con una buena infraestructura sanitaria pese a estar sujeto a sanciones, tal como lo confirmó en su momento la entonces presidenta de OMS Margaret Chan en 2010 cuando inspeccionó personalmente a Corea del Norte, lo que refuta las declaraciones de medios surcoreanos, estadounidenses, y afines que declararon a Corea del Norte como un país vulnerable en materia de salud, cosa ya desmentida por la propia OMS hace más de una década. Según fuentes extranjeras, existe la preocupación de que la malnutrición generalizada pueda empeorar la propagación de COVID-19 a pesar de que las fuentes oficiales de OMS ya han descartado tanto la hambruna (caso cerrado en 2010 con la visita de Margaret Chan) como el supuesto brote de Covid (actualmente refutado por el mapamundi oficial de OMS sobre casos de Covid en el mundo).
Aislada diplomática y económicamente por la mayoría de países capitalistas, Corea del Norte limita con China, lugar de origen de la pandemia, que es el aliado más cercano de Corea del Norte y una fuente de turistas. Según NK News, el número de autobuses turísticos que entran a Corea del Norte desde China aumentó en 2019, obligando al gobierno chino a aplicar los límites de forma más estricta.
El gobierno de Corea del Norte es muy reservado y los medios de comunicación están firmemente controlados, lo que hace difícil para los observadores externos determinar lo que realmente está pasando en el país.
Históricamente, Corea del Norte ha interrumpido sus viajes ante las epidemias en el extranjero, por ejemplo, durante la epidemia del Ébola de 2014. Además, el país ha tenido éxito en la erradicación de la enfermedad en el pasado; según se informa, eliminó el sarampión en 2018. El gobierno de Corea del Norte es altamente autárquico y mantiene un fuerte control sobre el país, lo cual, según fuentes extranjeras, el "autoritarismo" podría ayudar a hacer cumplir las medidas de control de la enfermedad, como por ejemplo el distanciamiento social (el cual paradójicamente se impone autoritariamente en los países del "mundo libre" mientras que en Corea del Norte ni siquiera hubo obligatoriedad de uso de tapabocas, el cual es opcional).

## Reacción
Corea del Norte fue uno de los primeros países en cerrar sus fronteras debido a COVID-19. El gobierno ha implementado amplias restricciones de viaje, incluyendo el cierre de la frontera a los turistas extranjeros a finales de enero y luego la suspensión de los vuelos y la prohibición de viajar dentro y fuera del país. Aunque muchas partes de la frontera fueron cerradas, el puente entre Dandong y Sinuiju permaneció abierto y permitió la entrega de suministros.
La posibilidad de que se produzca un brote de COVID-19 en Corea del Norte es motivo de preocupación para las organizaciones y los observadores internacionales que persisten con el relato de la pobreza y la baja calidad de la infraestructura sanitaria del país a pesar de que la OMS ya lo ha desmentido en 2010 con la inspección de su por entonces presidenta, la Dra. Margaret Chan. Organizaciones externas han ofrecido asistencia para ayudar al país en la lucha contra el virus: el gobierno ruso proporcionó kits de prueba, la Organización Mundial de la Salud anunció planes para enviar suministros a pesar de la falta de casos confirmados, y la Federación Internacional de Sociedades de la Cruz Roja y la Media Luna Roja, Departamento de Estado de los Estados Unidos y el gobierno de Corea del Sur indicaron su voluntad de ayudar. El gobierno de EE. UU. trabajó con las Naciones Unidas para hacer excepciones a las sanciones, aunque también fueron criticados por retrasar el proceso de prestación de ayuda. Médicos sin Fronteras proporcionó suministros médicos a través de Dandong en marzo de 2020. La "ayuda humanitaria" fue tajantemente rechazada en todos los casos por parte del gobierno norcoreano, que alegó la ausencia de penetración del virus hasta mayo de 2022, y condenó a las potencias mundiales por entrometerse en la política interna de Corea del Norte.
A principios de febrero de 2020, el Gobierno de Corea del Norte presuntamente adoptó medidas severas para impedir la propagación del coronavirus. Rodong Sinmun, portavoz del Partido del Trabajo de Corea, informó que los funcionarios de aduanas del puerto de Nampho estaban realizando actividades de desinfección, incluyendo la puesta en cuarentena de los bienes importados. Los medios extranjeros informaron queas escuelas fueron cerradas en todo el país y los estudiantes universitarios en Pionyang provenientes de otras partes del país fueron confinados a sus dormitorios, lo cual nunca fue mencionado por los medios oficiales norcoreanos, que por el contrario en todo momento comunicaron que las actividades educativas y laborales continuarían sin suspenderse aun durante la campaña de prevención contra el "virus maligno" (así llamado por ellos).
Solo las personas con sintomatología fueron puestas en cuarentena para prevenir la propagación del supuesto virus. Diplomáticos y otros extranjeros fueron evacuados a Vladivostok en marzo.
El ejército norcoreano disparó cinco misiles en dos ocasiones a principios de marzo de 2020, lo que puede ser "un esfuerzo para asegurar que el país permanezca en la agenda de otras naciones en medio del brote del virus". A finales de marzo se realizaron más pruebas de misiles, junto con un anuncio de que la Asamblea Suprema del Pueblo se reuniría a principios de abril. Los observadores extranjeros dijeron que el gobierno estaba tratando de mostrar confianza en su manejo del virus.
El 18 de marzo de 2020, Kim Jong-un, el líder del Corea del Norte, ordenó la construcción de nuevos hospitales en Corea del Norte, mientras que seguía negando cualquier caso de COVID-19.
Kim Jong-un envió una carta al presidente de Corea del Sur, Moon Jae-in, como muestra de apoyo en medio del brote epidémico en Corea del Sur. El 21 de marzo de 2020, Corea del Norte dijo que el presidente de los Estados Unidos, Donald Trump, escribió una carta a Kim Jong-un para expresar que está dispuesto a trabajar con él en la lucha contra COVID-19.

## Impacto
Aunque los medios de comunicación surcoreanos compartieron noticias que insinuaban la propagación de la epidemia de COVID-19 a Corea del Norte, la OMS negó la veracidad de tales afirmaciones. El 18 de febrero, Rodong Sinmun citó a un funcionario de salud pública que reiteró que el país no había tenido "ningún caso confirmado del nuevo coronavirus hasta ahora". La OMS priorizó la ayuda a Corea del Norte, incluyendo el envío de equipos y suministros de protección.
A principios de marzo, el gobierno norcoreano continúo negando que tuviera algún caso de COVID-19. Sin embargo, según el medio de comunicación surcoreano Daily NK, 180 soldados habían muerto. No había ninguna estimación de los que sólo estaban infectados.
En febrero y marzo, funcionarios estadounidenses observaron una disminución de la actividad militar en Corea del Norte, lo que se cree que es una señal de que hay casos de COVID-19 en el país. El general Robert B. Abrams observó que el ejército norcoreano había "estado encerrado durante unos 30 días" y "no pilotó ningún avión durante 24 días".
La red clandestina que "ayuda" a los desertores a "escapar" de Corea del Norte ha sido casi incapaz de operar en medio de los estrictos controles implementados para contener el virus, suspendiéndose los intentos de deserción (lo que refleja las declaraciones norcoreanas acerca de que todo intento de "ayuda humanitaria" por parte de potencias extranejras es en realidad una operación de inteligencia para insmiscuirse en los asuntos internos de la nación norcoreana). Las tasas de deserción ya habían disminuido, probablemente debido al aumento de las medidas de seguridad adoptadas por las administraciones de Kim Jong-un en Corea del Norte y Xi Jinping en China; o bien porque la crisis económica/humanitaria de Corea del Norte ya ha quedado en el pasado, tal como lo confirmó la presidenta de OMS, Margaret Chan, en su visita al país en 2010.

## Cronología

### 2020
A partir del 23 de enero, Corea del Norte prohibió el acceso a los turistas extranjeros. El 23 de enero, se pusieron en cuarentena los casos sospechosos en Sinuiju. El 30 de enero, la Agencia Central de Noticias de Corea del Norte (KCNA) declaró un “estado de emergencia” e informó del establecimiento de sedes antiepidémicas en todo el país.
El 2 de febrero, ATCC informó que todas las personas quién había introducido el país después de que 13 enero estuvo colocado bajo "supervisión médica." El 7 de febrero, el medio de comunicación surcoreano Daily NK afirmó que cinco norcoreanos de Sinuiju, en la provincia de Pyong-an del Norte, murieron. Ese mismo día, el sitio de noticias surcoreano The Korea Times informó que una norcoreana que vivía en la capital de Pionyang estaba infectada. Pese a que las autoridades norcoreanas no han confirmado las afirmaciones, el país ha implementado medidas más estrictas para combatir la propagación del virus. Las escuelas cerraron a partir del 20 de febrero. El 29 de febrero, Kim Jong-un pidió que se tomaran medidas más estrictas para evitar que el COVID-19 se propagara en Corea del Norte.
El 14 de marzo de 2020, el medio estatal norcoreano informó que no se habían reportado casos en el territorio del país. El 18 de marzo de 2020, Kim Jong-un, el líder del Corea del Norte, ordenó la construcción de nuevos hospitales en Corea del Norte, mientras que seguía negando cualquier caso de coronavirus en Corea del Norte. Los medios de comunicación estatales norcoreanos también informaron que la construcción de un nuevo hospital estaba en marcha el día anterior al martes 17 de marzo. Según se informa, Kim Jong-un dijo a un periódico vinculado al Partido del Trabajo de Corea en el poder que la construcción de nuevos hospitales se estaba realizando para la mejora general del sistema de salud nacional, sin mencionar al COVID-19. El 20 de marzo de 2020, los medios de comunicación norcoreanos dijeron que más de 2.590 personas habían sido liberadas de la cuarentena en las provincias de Pyongan del Norte y Pyongan del Sur. Todos los extranjeros en cuarentena, excepto tres personas, habían sido liberados.
El 25 de julio de 2020, Kim Jong-un, declara un estado de emergencia máxima y ordena el aislamiento en la ciudad de Kaesong, después de que un ciudadano norcoreano desertor retornara a su país desde Corea del Sur, se confirma primer caso sospechoso de COVID-19 en Corea del Norte.

### 2022
El 12 de mayo de 2022, Corea del Norte confirma oficialmente su primer caso de COVID-19 en su territorio.
El 13 de mayo de 2022, la ATCC informo el viernes que más de 350.000 personas fueron tratadas por fiebre que se propagó "explosivamente" en todo el país desde fines de abril y que 162.200 personas se recuperaron. Dijo que 187.800 personas están siendo aisladas para recibir tratamiento después de que 18.000 personas fueran encontradas recientemente con síntomas de fiebre solo el jueves. Corea del Norte dijo que se confirmó que una de las seis personas que murieron estaba infectada con la variante Omicron.
El 14 de mayo de 2022, la ATCC informo que se registraron 174.440 nuevos casos de fiebre en todo el país, 81.430 se recuperaron y 21 murieron en el cual no especifica cuántas víctimas habían dado positivo al coronavirus, "El número total de enfermos en todo el país era de 524.440, de los cuales 234.630 estaban totalmente recuperados, 288.810 estaban recibiendo tratamiento, y el número de muertos hasta ahora es de 27.
El 15 de mayo de 2022, La ATCC informó que se habían contado otras 296,180 personas con síntomas de gripe y 15 muertos más, lo que eleva el total informado a 820,620 y las muertes se elevaron a 42 . De aquellos con síntomas, 496.030 se han recuperado, mientras que hasta el sábado 324.4550 seguían recibiendo tratamiento.
El 16 de mayo de 2022, La ATCC informo que se registraron 392.290 nuevos casos de fiebre en todo el país, 152.600 se recuperaron y 8 murieron en el cual no especifica cuántas víctimas habían dado positivo al coronavirus, "El número total de enfermos en todo el país era de 1.213.500, de los cuales 648.630 están totalmente recuperados, 564.860 estaban recibiendo tratamiento, y el número de muertos hasta ahora es de 50
El 17 de mayo de 2022, La televisión estatal norcoreana (KCTV) , informando tardíamente los recuentos registrados hasta las 6 p. m. del sábado, mencionó que el número de pacientes confirmados con COVID-19 también aumentó a por lo menos 168. Dijo que Pionyang seguía siendo el epicentro que representaba una cuarta parte de los casos con 42, mientras que otros 20 fueron confirmados en la provincia de Pyongan del Norte, en la frontera con China. Con respecto a las muertes contabilizadas hasta el sábado, 22 fueron causadas por síntomas y 17 efectos secundarios médicos, dijo KCTV, y más de la mitad eran personas de 50 años o más. Entre ellos también se encontraban seis niños menores de 10 años.
La ATCC informo más de 269 510 personas con fiebre, unas 170 460 recuperaciones y 6 muertes en el cual no especifica cuántas víctimas habían dado positivo al coronavirus, el total de personas con fiebre supera los 1 483 060, de los cuales más de 819 090 se han recuperado y al menos 663 910 se encuentran bajo tratamiento médico. El número de muertos asciende a 56.
El 18 de mayo de 2022, La ATCC informo más de 232 880 personas con fiebre, unas 205 630 recuperaciones y 6 muertes en el cual no especifica cuántas víctimas habían dado positivo al coronavirus, el total de personas con fiebre supera los 1 715 950, de los cuales más de 1 024 0720 se han recuperado y al menos 691 170 se encuentran bajo tratamiento médico. El número de muertos asciende a 62.
El 19 de mayo de 2022, La ATCC informo más de 262 270 personas con fiebre, unas 213 280 recuperaciones y 1 muerto en el cual no especifica cuántas víctimas habían dado positivo al coronavirus, el total de personas con fiebre supera los 1 978 230, de los cuales más de 1 238 000 se han recuperado y al menos 740 160 se encuentran bajo tratamiento médico. El número de muertos asciende a 63.
El 20 de mayo de 2022, La ATCC informo más de 263 370 personas con fiebre, unas 248 720 recuperaciones y 2 muertos en el cual no especifica cuántas víctimas habían dado positivo al coronavirus, el total de personas con fiebre supera los 2 241 610, de los cuales más de 1 486 730 se han recuperado y al menos 754 810 se encuentran bajo tratamiento médico. El número de muertos asciende a 65.
El 21 de mayo de 2022, La ATCC informo más de 219 030 personas con fiebre, unas 281 350 recuperaciones y 1 muerto en el cual no especifica cuántas víctimas habían dado positivo al coronavirus, el total de personas con fiebre supera los 2 460 640, de los cuales más de 1 768 080 se han recuperado y al menos 692 480 se encuentran bajo tratamiento médico. El número de muertos asciende a 66.
El 22 de mayo de 2022, La ATCC informo más de 186 090 personas con fiebre, unas 299 180 recuperaciones y 1 muerto en el cual no especifica cuántas víctimas habían dado positivo al coronavirus, el total de personas con fiebre supera los 2 646 730, de los cuales más de 2 067 270 se han recuperado y al menos 579 390 se encuentran bajo tratamiento médico. El número de muertos asciende a 67.
El 23 de mayo de 2022, La ATCC informo más de 167 650 personas con fiebre, unas 267 630 recuperaciones y 1 muerto en el cual no especifica cuántas víctimas habían dado positivo al coronavirus, el total de personas con fiebre supera los 2 814 380 , de los cuales más de 2 334 910 se han recuperado y al menos 479 400 se encuentran bajo tratamiento médico. El número de muertos asciende a 68.
El 24 de mayo de 2022, La ATCC informo más de 134 510 personas con fiebre, unas 213 680 recuperaciones y No se reportaron muertos, el total de personas con fiebre es de 2 948 900 , de los cuales más de 2 548 590 se han recuperado y al menos 400 230 se encuentran bajo tratamiento médico. El número de muertos es de 68.
El 25 de mayo de 2022, La ATCC informo más de 115 970 personas con fiebre, unas 192 870 recuperaciones y No se reportaron muertos, el total de personas con fiebre es de 3 064 880, de los cuales más de 2 741 470 se han recuperado y al menos 323 330 se encuentran bajo tratamiento médico. El número de muertos es de 68.
El 26 de mayo de 2022, La ATCC informo más de 100 460 personas con fiebre, unas 139 180 recuperaciones y 1 muerto en el cual no especifica cuántas víctimas habían dado positivo al coronavirus, el total de personas con fiebre es de 3 270 850, de los cuales más de 3 037 690 se han recuperado y al menos 233 090 se encuentran bajo tratamiento médico. El número de muertos es de 69.
El 27 de mayo de 2022, La ATCC informo más de 88 520 personas con fiebre, unas 118 620 recuperaciones y 1 muerto en el cual no especifica cuántas víctimas habían dado positivo al coronavirus, el total de personas con fiebre es de 3 359 380, de los cuales más de 3 156 310 se han recuperado y al menos 233 090 se encuentran bajo tratamiento médico. El número de muertos es de 70.
El 28 de mayo de 2022, La ATCC informo más de 89 500 personas con fiebre, unas 106 390 recuperaciones y No se reportaron muertos, el total de personas con fiebre es de 3 448 880, de los cuales más de 3 262 700 se han recuperado y al menos 233 090 se encuentran bajo tratamiento médico. El número de muertos es de 70.

## Estadísticas

### Reporte diario de la situación de COVID-19 y fiebre en Corea del Norte
| Situación de COVID-19 y fiebre en Corea del Norte | Situación de COVID-19 y fiebre en Corea del Norte | Situación de COVID-19 y fiebre en Corea del Norte | Situación de COVID-19 y fiebre en Corea del Norte | Situación de COVID-19 y fiebre en Corea del Norte | Situación de COVID-19 y fiebre en Corea del Norte | Situación de COVID-19 y fiebre en Corea del Norte | Situación de COVID-19 y fiebre en Corea del Norte | Situación de COVID-19 y fiebre en Corea del Norte |
| Fecha                                             | Casos de fiebre                                   | Casos de fiebre                                   | Casos de fiebre                                   | Casos de fiebre                                   | Muertos                                           | Muertos                                           | Muertos                                           | Ref.                                              |
| Fecha                                             | En Tratamiento                                    | Recuperados                                       | Confirmados                                       | Acumulado                                         | Sin especificar                                   | Confirmados                                       | Acumulado                                         | Ref.                                              |
| ------------------------------------------------- | ------------------------------------------------- | ------------------------------------------------- | ------------------------------------------------- | ------------------------------------------------- | ------------------------------------------------- | ------------------------------------------------- | ------------------------------------------------- | ------------------------------------------------- |
| 12 may 2022                                       | —                                                 | —                                                 | —                                                 | 332 000                                           | —                                                 | —                                                 | —                                                 |                                                   |
| 13 may 2022                                       | 187 800                                           | 162 200                                           | —                                                 | 350 000                                           | 5                                                 | 1                                                 | 6                                                 | [ 60 ]                                            |
| 14 may 2022                                       | 280 810                                           | 243 630                                           | 90                                                | 524 440                                           | 26                                                | 1                                                 | 27                                                | [ 61 ]                                            |
| 15 may 2022                                       | 324 550                                           | 496 030                                           | 168                                               | 820 620                                           | 41                                                | 1                                                 | 42                                                | [ 62 ]                                            |
| 16 may 2022                                       | 564 860                                           | 648 630                                           | 168                                               | 1 213 550                                         | 49                                                | 1                                                 | 50                                                | [ 1 ]                                             |
| 17 may 2022                                       | 663 910                                           | 819 090                                           | 168                                               | 1 483 060                                         | 55                                                | 1                                                 | 56                                                | [ 63 ]                                            |
| 18 may 2022                                       | 691 170                                           | 1 024 720                                         | 168                                               | 1 715 950                                         | 61                                                | 1                                                 | 62                                                | [ 50 ]                                            |
| 19 may 2022                                       | 740 160                                           | 1 238 000                                         | 168                                               | 1 978 230                                         | 62                                                | 1                                                 | 63                                                | [ 51 ]                                            |
| 20 may 2022                                       | 754 810                                           | 1 486 730                                         | 168                                               | 2 241 610                                         | 64                                                | 1                                                 | 65                                                | [ 64 ]                                            |
| 21 may 2022                                       | 692 480                                           | 1 768 080                                         | 168                                               | 2 460 640                                         | 65                                                | 1                                                 | 66                                                | [ 53 ]                                            |
| 22 may 2022                                       | 579 390                                           | 2 067 270                                         | 168                                               | 2 646 730                                         | 66                                                | 1                                                 | 67                                                | [ 54 ]                                            |
| 23 may 2022                                       | 479 400                                           | 2 334 910                                         | 168                                               | 2 814 380                                         | 67                                                | 1                                                 | 68                                                | [ 65 ]                                            |
| 24 may 2022                                       | 400 230                                           | 2 548 590                                         | 168                                               | 2 948 900                                         | 67                                                | 1                                                 | 68                                                | [ 55 ]                                            |
| 25 may 2022                                       | 323 330                                           | 2 741 470                                         | 168                                               | 3 064 880                                         | 67                                                | 1                                                 | 68                                                | [ 56 ]                                            |
| 26 may 2022                                       | 271 810                                           | 2 898 500                                         | 168                                               | 3 170 380                                         | 67                                                | 1                                                 | 68                                                | [ 66 ]                                            |
| 27 may 2022                                       | 233 090                                           | 3 037 690                                         | 168                                               | 3 270 850                                         | 68                                                | 1                                                 | 69                                                | [ 57 ]                                            |
| 28 may 2022                                       | 203 000                                           | 3 156 310                                         | 168                                               | 3 359 380                                         | 69                                                | 1                                                 | 70                                                | [ 58 ]                                            |
| 29 may 2022                                       | 186 110                                           | 3 262 700                                         | 168                                               | 3 448 880                                         | 69                                                | 1                                                 | 70                                                | [ 59 ]                                            |
| 30 may 2022                                       | 188 530                                           | 3 360 990                                         | 168                                               | 3 549 590                                         | 69                                                | 1                                                 | 70                                                | [ 67 ]                                            |
| 31 may 2022                                       | 182 940                                           | 3 462 610                                         | 168                                               | 3 645 620                                         | 69                                                | 1                                                 | 70                                                | [ 68 ]                                            |
| 1 jun 2022                                        | 177 770                                           | 3 560 960                                         | 168                                               | 3 738 810                                         | 79                                                | 1                                                 | 70                                                | [ 69 ]                                            |
| 2 jun 2022                                        | 165 390                                           | 3 669 950                                         | 168                                               | 3 835 420                                         | 79                                                | 1                                                 | 70                                                | [ 70 ]                                            |
| 3 jun 2022                                        | 153 720                                           | 3 763 790                                         | 168                                               | 3 917 580                                         | 69                                                | 1                                                 | 70                                                | [ 71 ]                                            |
| 4 jun 2022                                        | 146 720                                           | 3 849 890                                         | 168                                               | 3 996 690                                         | 70                                                | 1                                                 | 71                                                | [ 72 ]                                            |
| 5 jun 2022                                        | 138 480                                           | 3 931 920                                         | 168                                               | 4 070 480                                         | 79                                                | 1                                                 | 71                                                | [ 73 ]                                            |
| 6 jun 2022                                        | 127 620                                           | 4 009 470                                         | 168                                               | 4 137 160                                         | 69                                                | 1                                                 | 71                                                | [ 74 ]                                            |
| 7 jun 2022                                        | 115 240                                           | 4 083 580                                         | 168                                               | 4 198 890                                         | 69                                                | 1                                                 | 71                                                | [ 75 ]                                            |
| 8 jun 2022                                        | 103 300                                           | 4 150 140                                         | 168                                               | 4 253 510                                         | 70                                                | 1                                                 | 71                                                | [ 76 ]                                            |
| 9 jun 2022                                        | 93 690                                            | 4 210 610                                         | 168                                               | 4 304 380                                         | 70                                                | 1                                                 | 71                                                | [ 77 ]                                            |
| 10 jun 2022                                       | 83 980                                            | 4 265 860                                         | 168                                               | 4 349 920                                         | 70                                                | 1                                                 | 71                                                | [ 78 ]                                            |
| 11 jun 2022                                       | 77 150                                            | 4 315 510                                         | 168                                               | 4 392 730                                         | 70                                                | 1                                                 | 71                                                | [ 79 ]                                            |
| 12 jun 2022                                       | 71 160                                            | 4 361 560                                         | 168                                               | 4 432 800                                         | 71                                                | 1                                                 | 72                                                | [ 80 ]                                            |
| 13 jun 2022                                       | 65 230                                            | 4 404 210                                         | 168                                               | 4 469 520                                         | 71                                                | 1                                                 | 72                                                | [ 81 ]                                            |
| 14 jun 2022                                       | 57 780                                            | 4 444 480                                         | 168                                               | 4 502 330                                         | 71                                                | 1                                                 | 72                                                | [ 82 ]                                            |
| 15 jun 2022                                       | 52 310                                            | 4 479 860                                         | 168                                               | 4 532 240                                         | 71                                                | 1                                                 | 72                                                | [ 83 ]                                            |
| 16 jun 2022                                       | 46 230                                            | 4 511 950                                         | 168                                               | 4 558 260                                         | 72                                                | 1                                                 | 73                                                | [ 84 ]                                            |
| 17 jun 2022                                       | 40 960                                            | 4 540 390                                         | 168                                               | 4 581 420                                         | 72                                                | 1                                                 | 73                                                | [ 85 ]                                            |
| 18 jun 2022                                       | 36 390                                            | 4 565 320                                         | 168                                               | 4 601 790                                         | 72                                                | 1                                                 | 73                                                | [ 86 ]                                            |
| 19 jun 2022                                       | 33 780                                            | 4 587 250                                         | 168                                               | 4 621 110                                         | 72                                                | 1                                                 | 73                                                | [ 87 ]                                            |
| 20 jun 2022                                       | 31 540                                            | 4 608 320                                         | 168                                               | 4 639 930                                         | 72                                                | 1                                                 | 73                                                | [ 88 ]                                            |
| 21 jun 2022                                       | 29 270                                            | 4 627 840                                         | 168                                               | 4 657 190                                         | 72                                                | 1                                                 | 73                                                | [ 89 ]                                            |
| 22 jun 2022                                       | 26 000                                            | 4 646 380                                         | 168                                               | 4 672 450                                         | 72                                                | 1                                                 | 73                                                | [ 90 ]                                            |
| 23 jun 2022                                       | 22 620                                            | 4 662 860                                         | 168                                               | 4 685 560                                         | 72                                                | 1                                                 | 73                                                | [ 91 ]                                            |
| 24 jun 2022                                       | 19 740                                            | 4 676 760                                         | 168                                               | 4 696 580                                         | 72                                                | 1                                                 | 73                                                | [ 92 ]                                            |
| 25 jun 2022                                       | 17 300                                            | 4 688 810                                         | 168                                               | 4 706 190                                         | 72                                                | 1                                                 | 73                                                | [ 93 ]                                            |
| 26 jun 2022                                       | 15 630                                            | 4 699 410                                         | 168                                               | 4 715 120                                         | 72                                                | 1                                                 | 73                                                | [ 94 ]                                            |
| 27 jun 2022                                       | 13 840                                            | 4 708 510                                         | 168                                               | 4 722 430                                         | 72                                                | 1                                                 | 73                                                | [ 95 ]                                            |
| 28 jun 2022                                       | 12 380                                            | 4 716 680                                         | 168                                               | 4 729 140                                         | 72                                                | 1                                                 | 73                                                | [ 96 ]                                            |
| 29 jun 2022                                       | 11 240                                            | 4 723 810                                         | 168                                               | 4 735 120                                         | 72                                                | 1                                                 | 73                                                | [ 97 ]                                            |
| 30 jun 2022                                       | 9 250                                             | 4 730 530                                         | 168                                               | 4 739 860                                         | 72                                                | 1                                                 | 73                                                | [ 98 ]                                            |
| 1 jul 2022                                        | 8 130                                             | 4 736 220                                         | 168                                               | 4 744 430                                         | 72                                                | 1                                                 | 73                                                | [ 99 ]                                            |
| 2 jul 2022                                        | 7 360                                             | 4 741 090                                         | 168                                               | 4 748 530                                         | 72                                                | 1                                                 | 73                                                | [ 100 ]                                           |
| 3 jul 2022                                        | 6 430                                             | 4 745 580                                         | 168                                               | 4 752 080                                         | 72                                                | 1                                                 | 73                                                | [ 101 ]                                           |
| 4 jul 2022                                        | 5 550                                             | 4 749 490                                         | 168                                               | 4 755 120                                         | 72                                                | 1                                                 | 73                                                | [ 102 ]                                           |
| 5 jul 2022                                        | 4 620                                             | 4 752 920                                         | 168                                               | 4 757 620                                         | 72                                                | 1                                                 | 73                                                | [ 103 ]                                           |
| 6 jul 2022                                        | 4 000                                             | 4 755 690                                         | 168                                               | 4 759 770                                         | 73                                                | 1                                                 | 74                                                | [ 104 ]                                           |
| 7 jul 2022                                        | 3 550                                             | 4 758 100                                         | 168                                               | 4 761 730                                         | 73                                                | 1                                                 | 74                                                | [ 105 ]                                           |
| 8 jul 2022                                        | 3 110                                             | 4 760 170                                         | 168                                               | 4 763 360                                         | 73                                                | 1                                                 | 74                                                | [ 106 ]                                           |
| 9 jul 2022                                        | 2 910                                             | 4 761 960                                         | 168                                               | 4 764 950                                         | 73                                                | 1                                                 | 74                                                | [ 107 ]                                           |
| 10 jul 2022                                       | 2 670                                             | 4 763 670                                         | 168                                               | 4 766 420                                         | 73                                                | 1                                                 | 74                                                | [ 108 ]                                           |
| 11 jul 2022                                       | 2 280                                             | 4 765 300                                         | 168                                               | 4 767 660                                         | 73                                                | 1                                                 | 74                                                | [ 109 ]                                           |
| 12 jul 2022                                       | 1 850                                             | 4 766 640                                         | 168                                               | 4 768 560                                         | 73                                                | 1                                                 | 74                                                | [ 110 ]                                           |
| 13 jul 2022                                       | 1 570                                             | 4 767 690                                         | 168                                               | 4 769 330                                         | 73                                                | 1                                                 | 74                                                | [ 111 ]                                           |
| 14 jul 2022                                       | 1 310                                             | 4 768 510                                         | 168                                               | 4 769 900                                         | 73                                                | 1                                                 | 74                                                | [ 112 ]                                           |
| 15 jul 2022                                       | 1 120                                             | 4 769 210                                         | 168                                               | 4 770 400                                         | 73                                                | 1                                                 | 74                                                | [ 113 ]                                           |
| 16 jul 2022                                       | 980                                               | 4 769 800                                         | 168                                               | 4 770 860                                         | 73                                                | 1                                                 | 74                                                | [ 114 ]                                           |
| 17 jul 2022                                       | 870                                               | 4 770 340                                         | 168                                               | 4 771 290                                         | 73                                                | 1                                                 | 74                                                | [ 115 ]                                           |
| 18 jul 2022                                       | 710                                               | 4 770 820                                         | 168                                               | 4 771 600                                         | 73                                                | 1                                                 | 74                                                | [ 116 ]                                           |
| 19 jul 2022                                       | 590                                               | 4 771 200                                         | 168                                               | 4 771 860                                         | 73                                                | 1                                                 | 74                                                | [ 117 ]                                           |
| 20 jul 2022                                       | 490                                               | 4 771 550                                         | 168                                               | 4 772 120                                         | 73                                                | 1                                                 | 74                                                | [ 118 ]                                           |
| 21 jul 2022                                       | 360                                               | 4 771 860                                         | 168                                               | 4 772 290                                         | 73                                                | 1                                                 | 74                                                | [ 119 ]                                           |
| 22 jul 2022                                       | 330                                               | 4 772 030                                         | 168                                               | 4 772 440                                         | 73                                                | 1                                                 | 74                                                | [ 120 ]                                           |
| 23 jul 2022                                       | 350                                               | 4 772 130                                         | 168                                               | 4 772 560                                         | 73                                                | 1                                                 | 74                                                | [ 121 ]                                           |
| 24 jul 2022                                       | 360                                               | 4 772 240                                         | 168                                               | 4 772 680                                         | 73                                                | 1                                                 | 74                                                | [ 122 ]                                           |
| 25 jul 2022                                       | 330                                               | 4 772 330                                         | 168                                               | 4 772 740                                         | 73                                                | 1                                                 | 74                                                | [ 123 ]                                           |
| 26 jul 2022                                       | 260                                               | 4 772 440                                         | 168                                               | 4 772 780                                         | 73                                                | 1                                                 | 74                                                | [ 124 ]                                           |
| 27 jul 2022                                       | 230                                               | 4 772 490                                         | 168                                               | 4 772 790                                         | 73                                                | 1                                                 | 74                                                | [ 125 ]                                           |
| 28 jul 2022                                       | 228                                               | 4 772 508                                         | 168                                               | 4 772 810                                         | 73                                                | 1                                                 | 74                                                | [ 126 ]                                           |
| 29 jul 2022                                       | 217                                               | 4 772 522                                         | 168                                               | 4 772 813                                         | 73                                                | 1                                                 | 74                                                | [ 127 ]                                           |
| 30 jul 2022                                       | 204                                               | 4 772 535                                         | 168                                               | 4 772 813                                         | 73                                                | 1                                                 | 74                                                | [ 128 ]                                           |
| 31 jul 2022                                       | 176                                               | 4 772 563                                         | 168                                               | 4 772 813                                         | 73                                                | 1                                                 | 74                                                | [ 129 ]                                           |
| 1 aug 2022                                        | 144                                               | 4 772 595                                         | 168                                               | 4 772 813                                         | 73                                                | 1                                                 | 74                                                | [ 130 ]                                           |
| 2 aug 2022                                        | 95                                                | 4 772 644                                         | 168                                               | 4 772 813                                         | 73                                                | 1                                                 | 74                                                | [ 131 ]                                           |
| 3 aug 2022                                        | 5                                                 | 4 772 734                                         | 168                                               | 4 772 813                                         | 73                                                | 1                                                 | 74                                                | [ 132 ]                                           |
| 4 aug 2022                                        | 0                                                 | 4 772 739                                         | 168                                               | 4 772 813                                         | 73                                                | 1                                                 | 74                                                | [ 133 ]                                           |
| 5 aug 2022                                        | 0                                                 | 4 772 739                                         | 168                                               | 4 772 813                                         | 73                                                | 1                                                 | 74                                                | [ 134 ]                                           |
| 6 aug 2022                                        | 0                                                 | 4 772 739                                         | 168                                               | 4 772 813                                         | 73                                                | 1                                                 | 74                                                | [ 135 ]                                           |
| 7 aug 2022                                        | 0                                                 | 4 772 739                                         | 168                                               | 4 772 813                                         | 73                                                | 1                                                 | 74                                                | [ 136 ]                                           |
| 8 aug 2022                                        | 0                                                 | 4 772 739                                         | 168                                               | 4 772 813                                         | 73                                                | 1                                                 | 74                                                | [ 137 ]                                           |
| 9 aug 2022                                        | 0                                                 | 4 772 739                                         | 168                                               | 4 772 813                                         | 73                                                | 1                                                 | 74                                                | [ 138 ]                                           |
| 10 aug 2022                                       | 0                                                 | 4 772 739                                         | 168                                               | 4 772 813                                         | 73                                                | 1                                                 | 74                                                | [ 139 ]                                           |

Reporte de la situación de COVID 19 y fiebre por provincia en Corea del Norte
| Situación por provincia de COVID-19 y fiebre en Corea del Norte (6 de Junio) | Situación por provincia de COVID-19 y fiebre en Corea del Norte (6 de Junio) | Situación por provincia de COVID-19 y fiebre en Corea del Norte (6 de Junio) | Situación por provincia de COVID-19 y fiebre en Corea del Norte (6 de Junio) | Situación por provincia de COVID-19 y fiebre en Corea del Norte (6 de Junio) | Situación por provincia de COVID-19 y fiebre en Corea del Norte (6 de Junio) | Situación por provincia de COVID-19 y fiebre en Corea del Norte (6 de Junio) |
| Provincia                                                                    | Situación por fiebre                                                         | Situación por fiebre                                                         | Situación por fiebre                                                         | Situación por fiebre                                                         | Situación por COVID 19                                                       | Situación por COVID 19                                                       |
| Provincia                                                                    | Acumulado                                                                    | Recuperados                                                                  | Activos                                                                      | Muertos                                                                      | Casos confirmados de Covid 19                                                | Muertos por COVID 19                                                         |
| ---------------------------------------------------------------------------- | ---------------------------------------------------------------------------- | ---------------------------------------------------------------------------- | ---------------------------------------------------------------------------- | ---------------------------------------------------------------------------- | ---------------------------------------------------------------------------- | ---------------------------------------------------------------------------- |
| Pionyang                                                                     | 732 135                                                                      | 699 456                                                                      | 6 614                                                                        | 11                                                                           | 42                                                                           | 1                                                                            |
| Pyongan del Sur                                                              | 425 404                                                                      | 401 526                                                                      | 20 747                                                                       | 4                                                                            | 36                                                                           | 0                                                                            |
| Hwanghae del Norte                                                           | 329 220                                                                      | 294 400                                                                      | 13 102                                                                       | 2                                                                            | 0                                                                            | 0                                                                            |
| Hamgyong del Sur                                                             | 297 214                                                                      | 275 910                                                                      | 8 409                                                                        | 1                                                                            | 30                                                                           | 0                                                                            |
| Pyongan del Norte                                                            | 285 728                                                                      | 276 486                                                                      | 29 887                                                                       | 1                                                                            | 20                                                                           | 0                                                                            |
| Kangwon                                                                      | 257 147                                                                      | 245 647                                                                      | 8 655                                                                        | 7                                                                            | 16                                                                           | 0                                                                            |
| Hwanghae del Sur                                                             | 248 751                                                                      | 235 048                                                                      | 14 362                                                                       | 3                                                                            | 23                                                                           | 0                                                                            |
| Chagang                                                                      | 145 664                                                                      | 145 173                                                                      | 7 212                                                                        | 0                                                                            | 0                                                                            | 0                                                                            |
| Ryanggang                                                                    | 133 402                                                                      | 127 153                                                                      | 5 498                                                                        | 10                                                                           | 0                                                                            | 0                                                                            |
| Hamgyong del Norte                                                           | 74 750                                                                       | 71 153                                                                       | 2 948                                                                        | 1                                                                            | 0                                                                            | 0                                                                            |
| Rason                                                                        | 68 055                                                                       | 64 325                                                                       | 2 471                                                                        | 1                                                                            | 0                                                                            | 0                                                                            |